# Anne-Claire Coudray
Anne-Claire Coudray (* 1. Februar 1977 in Rennes) ist eine französische Fernsehjournalistin und -Moderatorin. 

## Jugend und Privatleben
Anne-Claire Coudray wurde 1977 in Rennes geboren. Sie verbrachte einen Teil ihrer Kindheit in Locmariaquer (Département Morbihan), dem Geburtsort ihrer Großeltern mütterlicherseits. Ihr Vater Jean Coudray war Psychologe und ihre Mutter war Französischlehrerin. Anne-Claire Coudray besuchte das katholische Lycée Saint-François-Xavier in Vannes und danach die zweijährigen literarischen Vorbereitungsklassen der Lycée Guist'hau in Nantes. Anschließend absolvierte sie den doppelten Studiengang mit Bachelorabschluss in Literaturwissenschaften und Master der Geschichte an der Universität Rennes 2 und arbeitete zugleich für Radio Campus Rennes.
Coudray lebt in einer Paarbeziehung mit dem Geschäftsmann Nicolas Vix und gebar im Juli 2015 ihre Tochter Amalia.

## Karriere

### 2000: Anfang
Nach dem Abschluss an der École supérieure de journalisme de Lille im Jahr 2000 arbeitete Coudray für die Agentur Internep in Lille, wo sie für TF1 und Arte Info Reportagen in Frankreich und im Ausland machte. Zudem drehte sie manche Magazinsendungen für France 3.
Im Mai 2000 trat sie in die Nachrichten-Abteilung von TF1 ein. Sie arbeitete zunächst im Büro von Lille, bevor sie 2004 nach Paris zurückkehrte. Sie berichtete insbesondere über die Olympischen Sommerspiele 2008 in Peking, den Besuch von Papst Benedikt XVI. in Frankreich im September 2008, die Präsidentschaftswahl in den Vereinigten Staaten 2008 und die Militärparade vom 14. Juli 2009.

### Ab 2009: auf LCI und TF1
Ab Juni 2009 moderierte Coudray die Gesellschaftssendung „TMC Reportages“ auf TMC, einem Kanal der Gruppe TF1. Im Sommer 2009 wurde sie stellvertretende Moderatorin der Nachrichtensendungen auf LCI, einem Kanal der Gruppe TF1. 2010 ersetzte sie Bénédicte Le Chatelier als Moderatorin der LCI-Abendsendungen und von „LCI Soir“ neben Damien Givelet. Im Dezember 2010 berichtete sie für TF1 und LCI über die Präsidentschaftswahlen in der Elfenbeinküste 2010 und deren Folgen zwischen Laurent Gbagbo und Alassane Ouattara.
Sie berichtete außerdem im Mai 2011 über den Fall Dominique Strauss-Kahn und im Juli 2011 über die Hochzeit von Fürst Albert II. von Monaco. Im Juli 2012 wurde sie stellvertretende Moderatorin von Claire Chazal bei der Moderation der Nachrichtensendungen Journal de 13 heures und Journal de 20 heures auf TF1. Im Herbst 2012 berichtete sie als Sonderberichterstatterin von TF1 in den Vereinigten Staaten über die Präsidentschaftswahl 2012. Im Februar 2013 wurde sie nach Gao in Mali gesendet, um über die französische Opération Serval zu berichten.
Ab 2013 moderierte Coudray die jährliche Militärparade vom 14. Juli auf TF1 mit Gilles Bouleau, Jean-Claude Narcy (2013–2016), Louis Bodin und Denis Brogniart (2014–2016).
Während ihres Mutterschaftsurlaubes im Sommer 2015 wurde Coudray von der LCI-Journalistin Audrey Crespo-Mara bei der Moderation der Nachrichtensendungen von 13 Uhr und 20 Uhr auf TF1 sowie der Wochenenden-Magazinsendungen Grands Reportages und Reportages ersetzt. Ab dem 18. September 2015 ersetzte sie jedoch Claire Chazal bei der Moderation der Wochenende-Nachrichtensendung von TF1; am selben Tag kündigte sie an, dass Audrey Crespo-Mara ihre offizielle stellvertretende Moderatorin sein werde.
Nach den Terroranschlägen am 13. November 2015 in Paris moderierte Coudray die TF1-Sondersendungen über die Ereignisse, zuerst am 14. November 2015 mit Gilles Bouleau und am nächsten Tag allein. Zusammen mit Gilles Bouleau moderierte sie auch die Wahlabend-Sendungen von TF1 anlässlich der Regionalwahlen 2015 und der Präsidentschaftswahl 2017.
Im März 2017 war sie die Jurypräsidentin der Assises du journalisme.
Am 20. März 2017 moderierte sie die Debatte zwischen den fünf nach Meinungsumfragen stärksten Kandidaten bei der Präsidentschaftswahl: François Fillon, Benoît Hamon, Marine Le Pen, Emmanuel Macron und Jean-Luc Mélenchon. Vom 10. bis zum 20. April 2017 moderierte sie mit Bouleau die Sendung Demain Président, die jeden Tag ab 20 Uhr 20 während 20 Minuten einen Kandidaten für die Präsidentschaftswahl empfing. Zwischen den beiden Wahlrunden moderierte sie zudem mit Bouleau die Sendung Elysée 2017, die am 25. April 2017 Marine Le Pen und am 27. April 2017 Emmanuel Macron zur Hauptsendezeit auf TF1 empfing. Am 15. Oktober 2017 interviewte sie zusammen mit Bouleau und David Pujadas zum ersten Mal Staatspräsidenten Emmanuel Macron in der Sendung Le grand entretien : Emmanuel Macron, die auf TF1 und LCI ausgestrahlt wurde.

### Vergütung
Als Journalistin verdient Anne-Claire Coudray zwischen 30.000 und 45.000 Euro im Monat.